# Alouette de Blanford
Calandrella blanfordi
Espèce
L’Alouette de Blanford, (Calandrella blanfordi) est une espèce d'oiseaux de la famille des Alaudidae qui se rencontre en Éthiopie et en Érythrée.
Le nom de l'espèce commémore le zoologiste britannique William Thomas Blanford (1832-1905).

## Systématique
L'Alouette de Blanford a été décrite pour la première fois par George Ernest Shelley en 1902, sous le nom Tephrocorys blanfordi, sur la base d'un spécimen obtenu par Blanford.
L'Alouette de Blanford est actuellement divisée en deux sous-espèces par le Congrès ornithologique international (version 13.1, 2023) :
- C. b. blanfordi (Shelley, 1902) - la sous-espèce nominale. Vit dans le Nord de l'Érythrée et le Nord de l'Éthiopie.
- C. b. erlangeri (Neumann, 1906) - vit dans les montagnes du centre de l'Éthiopie. Nommée d'après l'ornithologue et explorateur Carlo von Erlanger.

La sous-espèce erlangeri était anciennement considérée comme une espèce à part, baptisée Alouette d'Erlanger. Des sous-espèces nommées eremica et daaroodensis ont également été suggérées. Ces deux positions ont cependant été réfutées par une étude moléculaire de 2016, qui place blanfordi et elangeri dans un même clade et eremica et daaroodensis dans un clade proche. Le traitement actuellement adopté par les autorités taxonomiques majeures est de considérer blanfordi et erlangeri comme une seule espèce, et eremica et daaroodensis comme une espèce séparée (Alouette de Peters).